# 糙皮病
糙皮病又称癞皮病（英語：pellagra），是一种維生素缺乏症，主要诱因是缺乏维生素B3（烟酸）和蛋白质，特别是含必需氨基酸色氨酸的蛋白质。色氨酸能被转化为烟酸，大约60mg色氨酸能被转化成1mg烟酸，过程中需要维生素B1、B2和B6的参与。因此色氨酸含量丰富但不含烟酸的食物，比如牛奶也能有效预防糙皮病。然而，如果通过食物摄入的色氨酸全部被用于蛋白质合成，则仍有可能引起糙皮病。
糙皮病是一种地区性流行病，主要发生于非洲、墨西哥、印度尼西亚以及中国。在较发达的地区，糙皮病患者一般是贫穷、酗酒的无家可归者或者是拒绝进食的精神病患者。
色氨酸是一种必需氨基酸，在黄豆、肉类、禽类、鱼类以及蛋类中含量丰富。
亮氨酸与糙皮病是否存在一定的关系，目前尚不清楚。

## 流行病學
糙皮病常發生於以玉米為主食的人群，因為未經處理的玉米中煙酸和色氨酸含量均比較低。因此該疾病在南美洲以玉米為主食的鄉村地帶發病率較高。糙皮病常於春季發病，夏季由於日照時間延長症狀有所加重，此後好轉，到下一個春季復發。玉米在全球廣泛種植後，此病也傳染到全球，糙皮病是非洲常見的營養不良性疾病之一。在美國的某些貧困的州，比如密西西比州和阿拉巴馬州，以及監獄和孤兒院裡中發病率較高。在前蘇聯的集中營「古拉格」中糙皮病的發生率很高。同樣的現象也可見於慢性酒精中毒患者。而且，糙皮病作為一種微量營養素缺乏的疾病，常影響諸如難民之類的群體，他們的居住環境一般比較差，而且常缺乏食物供給。

## 病因
糙皮病的病因主要是烟酸缺乏，可分为原发性和继发性两种，其中
- 原发性糙皮病主要是：
  - 色氨酸摄入减少
  - 烟酸摄入减少
- 继发性糙皮病主要是：
  - 慢性腹泻
  - 神经性厌食
  - 慢性酒精中毒
  - 严重的溃疡性结肠炎
  - 肝硬化
  - 类癌
  - 色氨酸代谢异常综合征(Hartnup's syndrome)
  - 消化道结核
  - 药物：5-氟尿嘧啶，吡嗪酰胺，6-巯基嘌呤，异烟肼，乙硫异烟胺，苯巴比妥，硫唑嘌呤，氯霉素

## 发病机制
烟酸是一种水溶性维生素，主要通过胃黏膜吸收。在体内能于吡啶核苷酸酶、烟酰胺嘌呤二核苷酸(NAD)和烟酰胺嘌呤二核苷酸磷酸(NADP)相互作用，参与多种尤其是产生三磷酸酰酐(ATP)的生化反应。烟酸同时也是多种氧化-还原酶的辅酶，参与糖酵解、脂肪酸代谢、组织呼吸和解毒反应。
糙皮病的临床表现主要是NAD和NADP水平低下，影响细胞的能量转移反应的结果。因此，耗能多的组织或者器官，比如大脑，或者能量转移频繁的组织，比如皮肤和消化道黏膜的表现更为明显。

## 症状
糙皮病的经典症状被描述为四个D，即英文diarrhea（腹泻）、dermatitis（皮炎）、dementia（痴呆）和death（死亡）。
糙皮病的主要症状包括：
- 光敏性皮炎
- 攻击性行为
- 皮炎, 脱发, 水肿
- 牛肉舌，舌面光滑，呈牛肉样质感。
- 皮肤损害
- 失眠
- 虚弱
- 意识障碍
- 共济失调
- 腹泻
- 痴呆

Frostig和Spies描述了糙皮病的精神症状，主要包括：
- 感觉异常 (痛感，避光，幻嗅导致恶心呕吐，突发运动后眩晕)
- 运动障碍 ( 多动，易怒以及运动准备时间延长)
- 情感障碍

## 诊断
糙皮病的诊断主要依据病史及临床症状，病史主要包括患者的饮食史和其他疾病病史。临床症状主要是：3D症状(腹泻，皮炎和痴呆)以及症状的季节性改变。当然，试验性烟酸治疗有效也是诊断的依据之一。
实验室检查有可能发现：血清烟酸、色氨酸、NAD，NADP水平低；低蛋白血症，贫血，钙离子升高，钾离子、磷酸根离子水平下降。

## 治疗、预后及预防
如果不加干预，糙皮病患者可在4到5年内死亡。
糙皮病对烟酸或者烟酰胺治疗反应良好。一般选择烟酰胺，因其不会导致血管舒缩症状(潮红）。精神症状通常在24-48小时内消失，而皮肤损害则需要3-4周的恢复时间。成人烟酰胺用法为口服100毫克，每6小时1次，连续数天或直到急性症状缓解。此后口服50mg，每8-12小时1次，直到皮肤症状缓解。重症患者可静脉注射1mg每天3-4次。儿童用量稍有调整。常选择口服10-50mg，每6小时1次。对于症状轻微的患者可选择10mg/天。治疗的同时需补充其他的维生素B族元素，以及锌、镁等离子，并补充蛋白质。
因为烟酸和色氨酸在多种食物中含量丰富，比如谷类、黄豆、肉类、禽类、鱼类以及蛋类中含量丰富，一般情况下不容易缺乏。不同人群的每日推荐剂量(RDA，Recommended Daily Allowence)分别为：嬰儿5-6毫克，儿童9-13毫克，成人13-20毫克。

## 疾病发现史

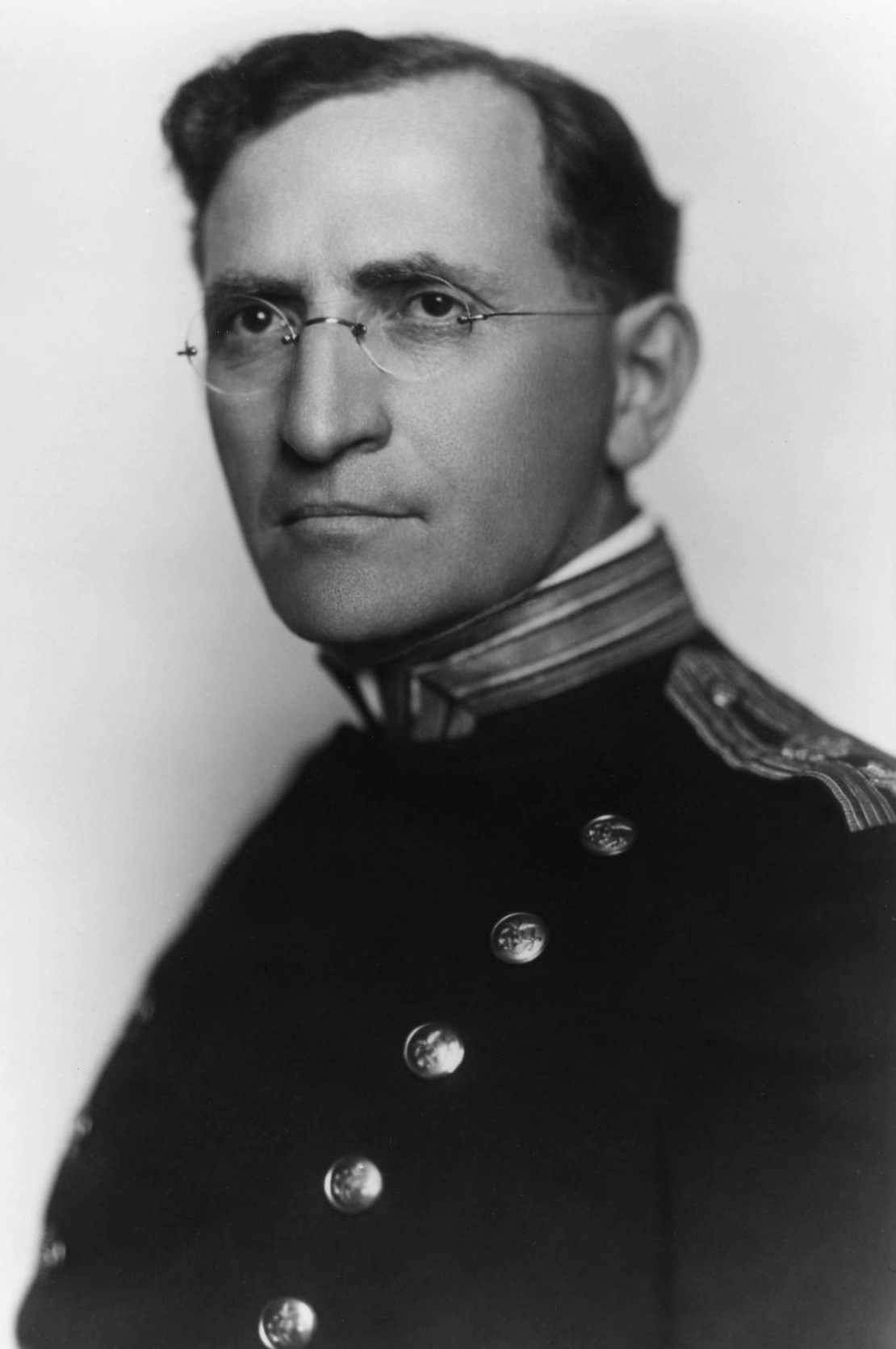
约瑟夫·古德伯格医生的肖像

传统的玉米制备方法-碱化处理，是指在食用前用石灰对玉米进行处理。该方法最先是在新世界的土著人中流行。目前已经知道，这种处理方法能使烟酸更容易吸收，从而预防糙皮病的发生。但是，当玉米最初在世界范围内广泛种植时，该方法因其意义不明，而未能被所有人接受并应用。食用不加处理的玉米作为主要食物的群体常发生糙皮病。
1735年，糙皮病的临床症状首次被西班牙人Gaspar Casal描述，并发表在他的遗作《澳大利亚的自然和医学史》（1762）中。因此，糙皮病也被称作“澳大利亚麻风”。糙皮病曾经是意大利北部的地区性流行病，曾被米兰的Francesco Frapoli命名为“pelle agra”（在意大利语中pelle指皮肤，agra指粗糙的）。因为糙皮病主要流行于玉米作为主要食物的地区，多个世纪以来一直认为玉米含有某种毒素或者致病因子能引起糙皮病。直到后来发现同样以玉米为主要食物的中美洲地区并没有明显的糙皮病流行，这一迷思才被打破。
20世纪早期，糙皮病在南美洲暴发，仅1915年的1月到10月南加利福尼亚州就有1306例因糙皮病而死亡的病例。1916年，美国南部有10万人患有糙皮病。当时科学界认为糙皮病的病原是某种蠕虫或者玉米中含有的未知毒素。1914年在美国公共卫生局(Public Health Service)的支持下建立的位于南卡羅萊納州Spartanburg的Spartanburg的糙皮病医院是美国首个致力于研究糙皮病病因的机构。1915年，美国外科医生中心(Surgeon General of the United States)任命的约瑟夫·古德伯格（Joseph Goldberger）医生，通过人为造成囚犯糙皮病的实验发现，糙皮病与饮食相关。1926年， 古德伯格医生建立了通过平衡膳食或者补充酿酒酵母的方法能有效预防糙皮病的理论。但相关的不同意见和疑问一直持续到1937年，Conrad Elvehjem发现烟酸能治疗狗的糙皮病（主要表现为黑毛舌）为止。后来Tom Spies，Marion Blankenhorn，和Clark Cooper发现烟酸也能治疗人类的糙皮病。他们三人也在1938年因此而入选时代杂志的时代年度风云人物。
1900年到1950年间进行的一些研究中发现，女性的发病率是男性的2倍。可能与雌激素抑制色氨酸向烟酸转化的作用有关。当然，也有很多人认为造成这种差异的原因可能是女性获得食物的途径和数量种类等等都不如男性。在一个家庭里，作为经济来源的男性总是被优待，女性则总是把高品質的食物让给自己的孩子或者丈夫。
Gillman等人发现了糙皮病相关的骨骼系统改变。比如，糙皮病患者常患有骨质疏松。而且半数的患者患有严重的龋齿，某些伴有严重的牙龈萎缩、败血症和牙齿脱落。可能与内源性矿物质代谢转换异常，骨转化受影响有关。 